# Ramiz Rovshan
Ramiz Rovchan (en azéri : Ramiz Məmmədəli oğlu Rövşən ; né le 15 décembre 1946 à Amirdjan, Bakou, RSS d'Azerbaïdjan) est un poète, écrivain, essayiste, scénariste, traducteur azerbaïdjanais, Poète du peuple d'Azerbaïdjan.

## Biographie
Ramiz Rovshan termine l'école secondaire du district de Surakhani. En 1969 il est diplômé de la Faculté de philologie de l'Université d'État d'Azerbaïdjan. Dans les années 1976-1978 il suit des cours supérieurs de Moscou pour scénaristes et réalisateurs. 

## Parcours professionnel
Il  travaille dans le studio de cinéma Azerbaїdjanfilm Djafar Djabbarli, rédacteur en chef dans le studio du magazine satirique Mozalan (1971), scénariste dans l'atelier du studio de cinéma (1974-1975), est membre de la rédaction du scénario (1979-1987), rédacteur en chef -chef du studio de cinéma (1987-1992). Depuis 1992, il est consultant en chef du Centre de traduction d'Azerbaïdjan. Auteur de plusieurs livres de poésie.
Il traduit des poèmes russes célèbres tels que V. Mayakovsky, S. Yesenin, A. Blok, Marina Tsvetaïeva, Anna Akhmatova en azerbaïdjanais.
Un grand nombre de longs métrages et de documentaires sont  tournés sur la base des scénarios de Ramiz Rovshan. Des poèmes et des récits sont traduits dans de nombreuses langues des peuples de l'ex-URSS, publiés aux États-Unis, en Allemagne, en Angleterre, en France, en Pologne, en Bulgarie, en Turquie et en Iran.
Ramiz Rovshan est membre du conseil d'administration de l'Union des écrivains d'Azerbaïdjan et membre du Conseil de la presse d'Azerbaïdjan.

## Livres
- Le ciel ne tient pas une pierre (poésie et poème) (1987)
- Respiration - un livre de livres (poésie, prose, essai) (2006)
- Les ailes du papillon (vers, poème)
- Chanson à pluie (recueil de poésie) et d'autres[3].

## Filmographie
- Grand-père du grand-père de notre grand-père – artistique (1981)
- Tondeuses urbaines – artistique (1985)
- Signal de la mer - long métrage (1986)
- Douleur d'une dent de lait – artistique (1988)
- De martyrs en martyrs – documentaire (1990)
- Almaz Ildirim – documentaire (1991)
- Chabu Hidjran - documentaire (1995)
- Une autre fois – documentaire (1996)
- Fizuli-500 – documentaire (1997)
- Homme heureux – documentaire (1999)
- Arbre de vie – documentaire (2002)
- Mélodie de l'espace – artistique (2004)
- Forteresse – artistique (2008)